# Lamenia sordida
Lamenia sordida är en insektsart som beskrevs av Ronald Gordon Fennah 1956. Lamenia sordida ingår i släktet Lamenia och familjen Derbidae. Inga underarter finns listade i Catalogue of Life.